# Mehrezia Labidi
Meherzia Labidi Maïza, född 17 december 1963 i El Meziraâ, Hammamet i guvernementet Nabeul, död i januari 2021, var en tunisisk politiker, översättare och tolk. Hon var vice ordförande för det konstitutionsråd som bildades efter Jasminrevolutionen 2011. Innan revolutionen bodde hon i exil i Paris under 25 år.
Hon var den högst uppsatta kvinnan i det regerande islamistpartiet Ennahda där hon ofta arbetade för kvinnors rättigheter. Hon har även ansetts ha varit den högst uppsatta kvinnan i hela Mellanöstern.